# Denny Solomona

a Compétitions nationales et continentales officielles uniquement.

b Matchs officiels uniquement.
Dernière mise à jour le 10 mars 2025.
Denny Solomona, né le 27 septembre 1993 à Auckland (Nouvelle-Zélande), est un joueur de rugby à XIII et XV néo-zélandais d'origine samoane évoluant au poste d'Ailier, d'arrière ou de centre.
Il fait ses débuts professionnels en Angleterre avec les Broncos de Londres en 2014 en Super League. En raison de la relégation des Broncos, il s'engage avec les Tigers de Castleford en 2015 avec succès puisqu'il finit meilleur marqueur d'essais de la Super League lors de la saison 2016. Parallèlement, il est appelé en sélection samoane à partir de 2016.
Toutefois, il effectue un brutal changement de code de rugby pour des raisons financières en rejoignant les Sale Sharks malgré un contrat toujours en cours avec Castleford, provoquant une polémique entre les deux codes. Ses débuts en rugby à XV sont remarquables au point d'envisager d'être appelé en sélection d'Angleterre.

## Biographie
Formé au Storm du Melbourne, franchise évoluant en National Rugby League, Denny Solomona signe aux Broncos de Londres en 2014 en Super League et y prend une place de titulaire. Lorsque les Broncos sont relégués en Championship, il rejoint alors en 2015 les Tigers de Castleford. Avec ce dernier, il s'impose à l'aile et devient une référence à son poste en championnat avec le titre de meilleur marqueur d'essais de la Super League lors de la saison 2016 et est nommé dans la « Dream Team ». Il inscrit quarante essais cette saison 2016 effaçant le record de trente-sept essais inscrits par Lesley Vainikolo en 2004. Sa fin de saison est marquée par une sélection avec les Samoa contre les Fidji.
Ses performances notables en rugby à XIII attisent les puissants clubs de rugby à XV, à l'image des Sale Sharks qui le convainc de les rejoindre. Solomona est conseillé par l'agent Andy Clarke, ce dernier a déjà permis le passage de joueurs de rugby à XIII au rugby à XV tels qu'Andy Farrell et Chris Ashton (tous deux devenus internationaux en équipe d'Angleterre de rugby à XV). Cela créé une polémique en raison du contrat toujours en cours de Solomona avec Castleford. Ce dernier, appuyé par la fédération anglaise de rugby à XIII, engage alors une procédure judiciaire.
Cette procédure judiciaire n'altère pas sa réussite sportive puisqu'il inscrit huit essais lors de ses sept premiers matchs devenant l'un des meilleurs marqueurs d'essais du Championnat d'Angleterre. Cela amène la sélection anglaise à envisager de faire appel à lui pour le Tournoi des six nations 2017 malgré le fait que Solomona a déclaré ne pas se sentir anglais en 2016.

## Palmarès

### Distinctions personnelles
- Meilleur marqueur d'essais en Super League : 2016 (Tigers de Castleford).
- Nommé dans la « Dream Team » de la Super League : 2016 (Tigers de Castleford).
- Meilleur marqueur d'essais du Championnat d'Angleterre de rugby à XV en 2019 (12 essais)

### En club

#### Statistiques
| Saison | Club              | Compétition  | Matchs | Points | Essais | Goals | Drops |
| ------ | ----------------- | ------------ | ------ | ------ | ------ | ----- | ----- |
| 2014   | London Broncos    | Super League | 20     | 32     | 8      | 0     | 0     |
| 2015   | Castleford Tigers | Super League | 15     | 72     | 18     | 0     | 0     |
| 2016   | Castleford Tigers | Super League | 27     | 120    | 40     | 0     | 0     |
| Total  | Total             | Total        | 62     | 228    | 66     | 0     | 0     |